# 1986 год в компьютерных играх

## Выпуски игр
- 21 февраля Nintendo выпустила The Legend of Zelda, которую разрабатывала команда под руководством дизайнера Сигэру Миямото. Игра положила начало серии The Legend of Zelda. На территории Северной Америки игра вышла 22 августа, а в Европе — 27 ноября 1987 года.
- 27 мая Chunsoft выпустила Dragon Quest имевшую феноменальный успех в Японии. Игра положила начало серии Dragon Quest, считающейся одним из основоположников жанра JRPG. На территории Северной Америки игра была издана в августе 1989 года, по соображениям лицензирования названная Dragon Warrior.
- 6 августа Nintendo выпустила Metroid, положившую начало серии Metroid.
- 12 сентября Hudson Soft выпустила Adventure Island, являвшуюся лицензированной переделкой игры Wonder Boy компании Sega и положившую начало серии игр Adventure Island.
- 26 сентября Konami выпустила игру Castlevania, положившую начало серии Castlevania. В Северной Америке игра вышла 1 мая 1987 года, а в Европе — 19 декабря 1988 года.
- В сентябре Sega выпустила Out Run — гоночную игру для аркадного автомата, которая впоследствии была портирована на многие домашние игровые консоли. В этом автомате впервые применялась технология force feedback.
- В октябре Sierra On-Line выпустила квест Space Quest I: The Sarien Encounter, положившую начало серии Space Quest.
- Taito выпустила Arkanoid, игровая механика которой является заимствованием из Breakout, игры 1976 года для Atari; однако именно Arkanoid позднее стал именем нарицательным, использующимся для обозначения всех аркадных игр подобного типа.
- Taito выпустила Bubble Bobble, которая положила начало выпуску целой серии сиквелов.
- «Экстрема-Украина» выпустила игру Конёк-Горбунок для советского игрового автомата ТИА-МЦ-1.
- Clive Townsend написал Saboteur! для ZX Spectrum, получившую множество положительных отзывов в игровой прессе.
- Compile выпустила Zanac, скроллинговый шутер, не вызвавший особого резонанса в игровом сообществе, но позже признанный многими игровыми изданиями «уникальным для своего времени».

## Технологии
- 21 февраля  Nintendo выпустила периферийное устройство Family Computer Disk System для приставки Famicom, использующее в качестве носителя двухсторонние дискеты Famicom Disk.
- Июнь, Atari повторно выпустила на рынок игровую консоль Atari 7800.
- 1 июля Sharp Corporation выпустила игровую консоль Twin Famicom.
- Октябрь, Sega выпустила на североамериканский рынок консоль Sega Master System (в Японии приставка вышла 20 октября 1985 года под названием Mark III, в Европе — в сентябре 1987 года).
- Namco выпустила плату для игровых автоматов Namco System 86, использовавшуюся такими аркадами как Sky Kid Deluxe, Hopping Mappy, Toy Pop, The Return of Ishtar, Genpei Tōma Den и Rolling Thunder.

## Индустрия
- 13 июня произошло слияние Activision с Infocom.
- Группа программистов и дизайнеров Activision основала Absolute Entertainment.
- Организована компания Ubisoft.
- Организована компания Imagineering.